# Giuseppina Bozzacchi
Giuseppina Bozzacchi (Milà, 23 de novembre de 1853 - París, 23 de novembre de 1870) fou una ballarina italiana, famosa per la seua interpretació del paper de Swanilda en l'estrena del ballet Coppélia.
Començà d'estudiar en l'Escola del Teatro alla Scala sota la tutela d'Amina Boschetti, que, veient el potencial de la seua alumna, l'animà a viatjar a París el 1865 per seguir els estudis amb Madame Dominique. Als setze anys, Giuseppina Bozzacchi ja actuava en el ballet de l'Òpera de París. Per aquell temps, el coreògraf Arthur Saint-Léon i el director de l'Académie Royale de Musique, Émile Perrin, cercaven una ballarina a qui confiar el paper de Swanilda del ballet Coppélia, i després d'haver provat en va nombroses aspirants, entre les quals Léontine Beaugrand, Angelina Fioretti i Adèle Grantzou, feren anar a Itàlia al compositor Léo Delibes per a trobar una ballarina adequada per al paper. Delibes tornà d'Itàlia amb les mans buides, però mentrestant, Saint-Léon i Perrin havien descobert Bozzacchi, i n'estaven entusiasmats. El 25 de maig de 1870, en presència de Napoleó III, Bozzacchi va debutar amb un èxit considerable, que es va repetir en les setmanes següents.
Al juliol del mateix any, es produí una disputa internacional entre França i Prússia per la successió al tron d'Espanya, a conseqüència de la qual esclatà la guerra el 19 d'aquell mes. Giuseppina Bozzacchi continuà ballant el paper de Swanilda fins a l'agost, quan es tancà l'Òpera de París durant tota la guerra francoprussiana. Durant el setge de París, l' Òpera havia deixat de pagar sous, i Giuseppina, afeblida per la fretura d'aliments, caigué malalta de verola, i va morir el matí del seu disseté aniversari, poc després de la mort de Saint-Léon per aturada cardíaca. Va ser enterrada a París, al cementeri de Montmartre.